# ФК Јасберењ

ФК Јасберењ (мађ. Jászberényi Futball Club), је мађарски фудбалски клуб. Седиште клуба је у Јасберењу, Јас-Нађкун-Солнок, Мађарска. Боје клуба су плава и бела. Такмичи се у НБ III, трећем рангу мађарског фудбала.

## Имена клуба
- 2012–2014: Нађиван кешег и Јасберењ шпортеђешилет ес фотбал клуб − Nagyiváni Községi és Jászberényi Sportegyesület és Futball Club
- 2014–данас: Јасберењ фудбал клуб − Jászberényi Futball Club